# Croix de chemin de Plaigne
La croix de chemin de Plaigne est une croix située à Plaigne, en France.

## Localisation
La croix est située sur la commune de Plaigne, dans le département français de l'Aude.

## Historique
L'édifice est inscrit au titre des monuments historiques en 1952.